# Cungo
Cungo är en ort i Mexiko.   Den ligger i kommunen Salvador Escalante och delstaten Michoacán de Ocampo, i den södra delen av landet, 260 km väster om huvudstaden Mexico City. Cungo ligger 2 375 meter över havet och antalet invånare är 498.
Terrängen runt Cungo är kuperad, och sluttar västerut. Runt Cungo är det ganska tätbefolkat, med 78 invånare per kvadratkilometer. Närmaste större samhälle är Pátzcuaro, 15,8 km norr om Cungo. I omgivningarna runt Cungo växer huvudsakligen savannskog.